# Berndt Kjessler
Sten Olof Berndt Kjessler, född 19 januari 1934 i Stockholm, död 10 april 2020 i Stockholms Oscars distrikt, Stockholm, var en svensk läkare och professor i gynekologi och obstetrik vid Linköpings universitet.
Kjessler blev medicine licentiat i Göteborg 1959 och medicine doktor i Uppsala 1966 på avhandlingen Karyotype, meiosis and spermatogenesis in a sample of men attending an infertility clinic. Han var underläkare vid kirurgiska kliniken på Skellefteå lasarett 1959–1962 samt underläkare och biträdande överläkare vid kvinnokliniken på Akademiska sjukhuset 1962–1978. Han var docent i medicinsk genetik 1966–1968 och docent i obstetrik och gynekologi vid Uppsala universitet 1968–1978 samt professor vid Linköpings universitet och överläkare och chef för kvinnokliniken på universitetssjukhuset i Linköping från 1978. Mellan 1980 och 1984 var han biträdande chefsläkare vid Regionsjukhuset i Linköping. Han var även vetenskapligt råd i obstetrik och gynekologi vid Socialstyrelsen (1980–1997).
Han var son till Åke Kjessler, och gift med Marianne Kjessler (född 1935). Berndt Kjessler är gravsatt på Galärvarvskyrkogården i Stockholm.

## Berndt Kjessler-priset
År 2014 tilldelade Mats Löfgren Berndt Kjessler-priset av Svensk Förening för Obstetrik och Gynekologi (SFOG) för hans enastående insatser inom gynekologin.

## Externa sidor
- Publikationer Berndt Kjessler, Linköping University Electronic Press.